# Where Were We?
Where were we? è il settimo album della band australiana dei The Lucksmiths, uscito nel 2002 per la Candle records. È una compilation di brani registrati fra il 1999 e il 2001.

## Lista tracce
1. "The Cassingle Revival" – 3:17
2. "Myopic Friends" – 1:52
3. "A Downside to the Upstairs" – 3:35
4. "Can't Believe My Eyes" – 3:01
5. "I Prefer the Twentieth Century" – 2:58
6. "T-Shirt Weather" – 2:44
7. "Tmrw Vs. Y'day" – 3:07
8. "Southernmost" – 2:39
9. "Even Stevens" – 2:29
10. "The Great Dividing Range" (demo) – 3:20
11. "Friendless Summer" – 4:11
12. "Goodness Gracious" – 2:24
13. "Welcome Home" – 1:54
14. "Mars" – 4:22